# Соболи
Соболи су насељено место у саставу општине Чавле у Приморско-горанској жупанији, Република Хрватска.

## Историја
До територијалне реорганизације у Хрватској налазили су се у саставу старе општине Ријека.

## Становништво
На попису становништва 2011. године, Соболи су имали 172 становника.

## Попис1991.
На попису становништва 1991. године, насељено место Соболи је имало 202 становника, следећег националног састава:
| Попис 1991.‍  | Попис 1991.‍  | Попис 1991.‍ | Попис 1991.‍ | Попис 1991.‍ |
| ------------ | ------------ | ----------- | ----------- | ----------- |
|              |              |             |             |             |
| Хрвати       | Хрвати       |             | 176         | 87,12%      |
| Срби         | Срби         |             | 11          | 5,44%       |
| Муслимани    | Муслимани    |             | 9           | 4,45%       |
| Југословени  | Југословени  |             | 1           | 0,49%       |
| неопредељени | неопредељени |             | 5           | 2,47%       |
| укупно: 202  |              |             |             |             |